# Helena Josefsson

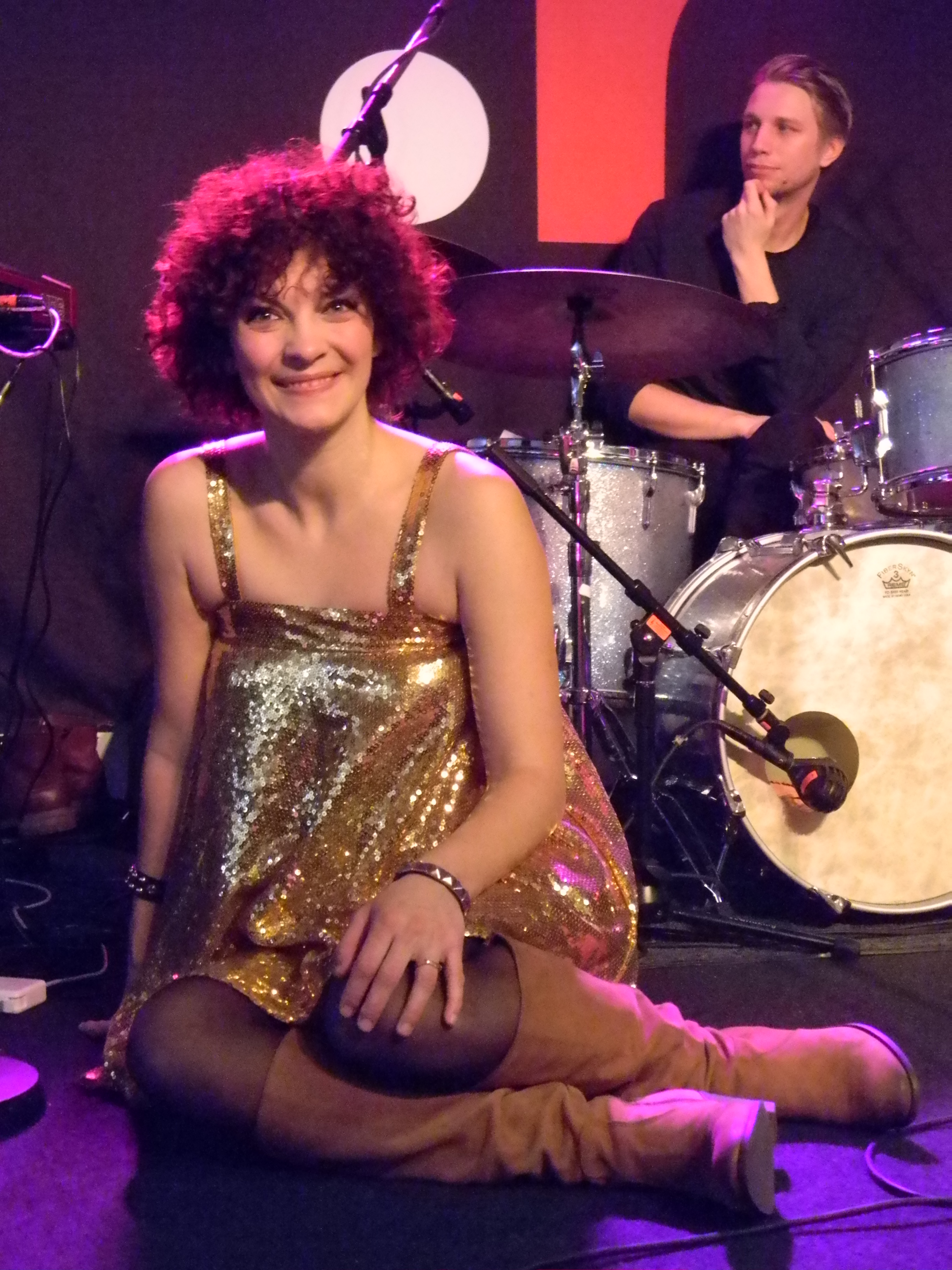
Helena Josefsson & Per Blomgren im Februar 2012 in Schweden

Helena Marianne Josefsson (* 23. März 1978 in Kalmar, Schweden) ist eine schwedische Sängerin und Songwriterin. Sie ist Lead-Sängerin der Band „Sandy Mouche“ und arbeitete jahrelang als Backgroundsängerin bei verschiedenen schwedischen Künstlern, der bekannteste darunter ist Per Gessle (Roxette). Ihr erstes Solo-Album, „Dynamo“ veröffentlichte sie 2007.

## Biografie
Helena lernte mit drei Jahren tanzen und mit sieben sang sie im Chor. Sie spielt mehrere Instrumente darunter Keyboard, Tamburin und Mundharmonika. Ihre Großmutter war Besitzerin eines Plattenladens. Ihre musikalischen Vorbilder sind u. a. Michael Jackson, Terence Trent D’Arby, Madonna, Cyndi Lauper, Alanis Morissette und die Cranberries.
Josefsson ist seit 2003 verheiratet, hat zwei Söhne und lebt in der Region Malmö. Sie hat eine abgeschlossene Optiker-Ausbildung.

## Erste musikalische Gehversuche
Helena war Mitglied in verschiedenen Gruppen in der Region um Malmö, während ihrer Hochschul-Zeiten. Dazu zählten „Plastic Soul“ (zuerst unter „Jive with Clive“ bekannt geworden), ein Projekt mit Magnus Tingsek und seiner Band, sowie eine Zusammenarbeit mit Dan Bornemark's Band „The Good Mornings“.

## Sandy Mouche
Während ihrer Zeit in der Gruppe „Plastic Soul“ arbeitete Helena bereits mit Per Blomgren (Drums) zusammen. Mit seinem Bruder Ola (Gitarre) und Martin Nilsson (Keyboard/Vocals) gründete sie im Herbst 2001 während einer Urlaubsreise die Gruppe „Sandy Mouche“. Zur Gruppe gehörte bis 2004 auch Danyal Taylan (Bass). Bisher hatten sie Auftritte in Schweden und Frankreich. Veröffentlicht wurde in Schweden, Frankreich, Belgien, Schweiz, Australien und Japan: eine EP („Sandy Mouche“, Frühjahr 2003), einige Promo-Singles („Cherry Pie“, 2003; „C’est pas juste und Papillon“, 2004), drei Download-Singles (alle 2005: „Une histoire“, „In the Sand“ und „Spiderweb Suit“) und zwei Alben („White Lucky Dragon“, September 2004 und „… Poems for the Unborn“, Januar 2006). Der Song „Spiderweb Suit“, geschrieben von Helena, wurde in dem Film „New York Waiting“ (unter der Regie von Joachim Hedén, 2006) verwendet. Die erste Single „Hurt“, aus ihrem dritten Album „Glory and Grace“, veröffentlichten Sandy Mouche am 17. Dezember 2012 weltweit als Download-Single, zu der auch ein Musikvideo produziert wurde. Des Weiteren wurde für 2013 eine Reihe von Konzerten angekündigt, das Release-Konzert zum neuen Album fand am 4. Mai in Malmö im Victoria Teatern statt. Das dritte Studioalbum „Glory and Grace“ erschien am 8. Mai 2013.

## Soloprojekte
Im Februar 2007 erschien Helenas erstes Solo-Album „Dynamo“, bei EMI Sweden, welches aus 13 Songs (u. a. aus den Single-Veröffentlichungen: „By Your Side“ (Oktober 2006); „Never Never (My Dynamo)“ (Februar 2007) und „Where Does the Unused Love Go?“) besteht.
Verlegt wurde es bei Per Gessles Elevator Entertainment, produziert 2006 von Christoffer Lundquist (Produzent und Gitarrist u. a. bei Roxette) in den Aerosol Grey Machine Studios in Vollsjö/Süd-Schweden. Das Album erreichte Platz 23 der schwedischen Charts.
Ihr zweites Solo-Album „Kyss mej“ veröffentlichte sie 2011 bei Capitol Records und Elevator, welches 11 Songs, darunter die 2009er Single „Fen & Jag“ enthält. Die Promotion zum Album „Kyss mej“ fiel aber verhältnismäßig gering aus, da sich Helena zu dieser Zeit bereits mit Roxette als Backgroundsängerin auf Welttournee befand. Als Download-Single wurden „Kyss Mej“ und „Knockout“ veröffentlicht, zum Titel „Nån annanstans, nån annan gång“ gab es ohne Album-bezogene Single-Veröffentlichung auch ein Musikvideo.
Ihr drittes Studio-Album „Happiness“ erschien am 16. Oktober 2015, in Zusammenarbeit mit der schwedischen Jazzband Kontur, welches eine Mischung aus Pop- und Jazzmusik ist. Am 17. Oktober 2015 gab es hierzu ein Album-Release-Konzert im Victoria Theater in Malmö. Die erste Vorab-Single aus dem Album erschien am 23. März 2015 und ist eine Coverversion von Cyndi Laupers Time After Time. Eine weitere Vorab-Single erschien am 18. September 2015 unter dem Titel „Happiness“. Es folgte eine Mini-Tournee in schwedischen Kleinstädten.
Seit Oktober 2016 arbeitete Helena an ihrem vierten Solo-Album, welches ihr drittes, überwiegend englischsprachiges, Pop-Album, werden sollte. Hierzu hat sie sich mit Musikern aus Süd-Schweden und Kalifornien, im AGM in Vollsjö, zusammen getan. Dieses Album unter dem Namen „BeautyLoveAnything“ erschien am 15. März 2019 in digitaler Version mit 11 Titeln und in limitierter Vinyl-Fassung mit 8 Titeln.

## Background-Gesang und weitere Projekte
Josefsson hat Background-Gesang für viele schwedische und einige internationale Künstler gesungen, darunter: The Ark, Righteous Boy, Swan Lee, Justin Winokur, Gyllene Tider, Doug Wyatt, Junior Senior, Andreas Johnson, Sebastian Karlsson, Hideki Kaji, The Margarets, Metro Jets, Brainpool, Pelle Ossler, Air Bureau, Stockfinster, District 1269, Fredo and Arash (Labaf), Per Gessle, Roxette & Mono Mind.
Viele dieser Zusammenarbeiten entstanden in den Studios der Region Skåne/Süd-Schweden, z. B. in den Tambourine Studios und Gula Studion in Malmö oder den Aerosol Grey Machine Studios (AGM) in Vollsjö.

### Per Gessle
Im Jahre 2003 wurde Josefsson als Background-Sängerin Teil der Aufnahmen von Per Gessles schwedischem Solo-Album „Mazarin“. Gessles Mazarin-Projekt war der Start für eine Tourband mit Per Gessle (Gesang und Gitarre), Clarence Öfwerman (Keyboard), Christoffer Lundquist (Gitarre), Jens Jansson (Drums) und Helena Josefsson (Gesang / Backgroundgesang). Nach Mazarin folgten mit ihr noch drei weitere Alben, eines auf schwedisch und zwei auf englisch, Son of a Plumber (2005), En händig man (2007) and Party Crasher (2008). Josefssons Stimme übernahm bei einigen Songs die Lead-Stimme. Auf die Alben folgten jeweils auch Tourneen in Schweden: Mazarin Sommarturne (2003) und En händig man Sommarturne (2007) sowie die Europa-Tournee: The Party Crasher Tour (2009).
Seit dem Ende der Roxette-Live Ära, im Frühjahr 2016, übernimmt Helena auch wieder Background-Auftritte für Per, zuletzt bei der Per Gessle's Roxette Europa-Tournee 2018.

### Arash
Josefsson arbeitete mit dem iranisch-schwedischen Sänger Arash Labaf für einige Songs zusammen. Für sein Debüt-Album „Arash“ sang sie den gleichnamigen Titelsong ein. Für das Folgealbum „Donya“ sang sie den Titel „Pure Love“. Auf dem 2014 erschienenen Album „Superman“ befinden sich die Titel „One Day“ und „Broken Angel“. Allerdings tauchte sie in den dazugehörigen Musikvideos nicht auf, sondern wurde durch eine Schauspielerin ersetzt. Am 26. Januar 2018 erschien die Single „Dooset Daram“. Am 29. März 2019 erschien eine weitere Single mit dem Titel „One Night in Dubai“ feat. Helena.

### Roxette
Seit 2010 ist sie im Wechsel mit Malin Ekstrand als Background-Sängerin für Roxette unterwegs. Seit Februar 2011 war sie mit Roxette auf der bis September 2012 andauernden World Tour. Diese konnte sie aber nur bis Ende 2011 begleiten, dann musste sie sie aufgrund ihrer Schwangerschaft an Dea (Andrea) Norberg abtreten. Seither kümmert sie sich wieder um ihre Gruppe „Sandy Mouche“ und ihr Solo-Projekt. Des Weiteren wirkte sie an den Aufnahmen für Roxettes „Travelling“ Album (2012) als Background-Sängerin und Duett-Partnerin von Roxette-Frontfrau Marie Fredriksson in dem Song „Perfect Excuse“ mit. Für das im Juni 2016 erschienene Album „Good Karma“ sang Helena wiederholt Background-Parts ein.

### Dollykollot/The Dollycamp
Mitglieder des „Dollycamps“ sind, außer Josefsson, Nina Persson (The Cardigans), Cecilia Norlund, Gudrun Hauksdottir und Lotta Wenglén. In der Geschichte geht es um fünf Musikerinnen, die auf den Spuren von Dolly Parton unterwegs sind. Das seit 2004 laufende Projekt erreichte 2011 seinen Höhepunkt mit der Veröffentlichung des gleichnamigen Albums und der DvD „Jag är min egen Dolly Parton“/„I'm my own Dolly Parton“. Ihr zu Ehren wurde auch eine Reihe von Konzerten veranstaltet und eine CD aufgenommen, auf der sich auch Coverversionen von Dolly-Parton-Songs befinden (u. a. „Jolene“). Helena steuerte den Song „Nån annanstans, nån annan gång“ zu dem Album bei.

### Robert Pettersson
Für den 2011 in Schweden (in Deutschland ab September 2012) erschienenen Film „Hamilton“/„Agent Hamilton“ sang Josefsson zusammen mit Robert Pettersson („Takida“) ein Duett mit dem Titel „My own worst Enemy“. Zu dem Song wurde auch ein Musikvideo gedreht und veröffentlicht.

### Magnus Börjeson
Seit dem Sommer 2016 arbeitet sie mit Magnus, welcher zuletzt als Bassist in der Roxette-Band arbeitete, zusammen. Das Projekt beschäftigt sich mit „Chanson Electronique“. Einen Song ihres 4. Solo-Albums steuerte Magnus in Zusammenarbeit mit Helena hinzu, „All the blue“. Des Weiteren spielt Magnus in Helenas momentaner Liveband.

### Mono Mind
Im Juli 2017 trat im Zuge der Veröffentlichung des Liedes Save Me a Place das Projekt Mono Mind in Erscheinung. Während das Projekt offiziell aus den fiktiven Charakteren Bright Jones, Cookie Carter, Dr. Robot und Rain Davis besteht, wurde es tatsächlich von Roxette-Mitglied Per Gessle gegründet. Joseffson lieh sowohl mehreren Single-Veröffentlichungen, als auch ausgewählten Album-Tracks ihre Stimme, während die Songwriter Clarence Öfwerman und Christoffer Lundquist wiederkehrend als Autoren und Produzenten aktiv sind.

## Diskografie
Solo-Alben
- „Dynamo“ – 2007
- „Kyss mej“ – Februar 2011

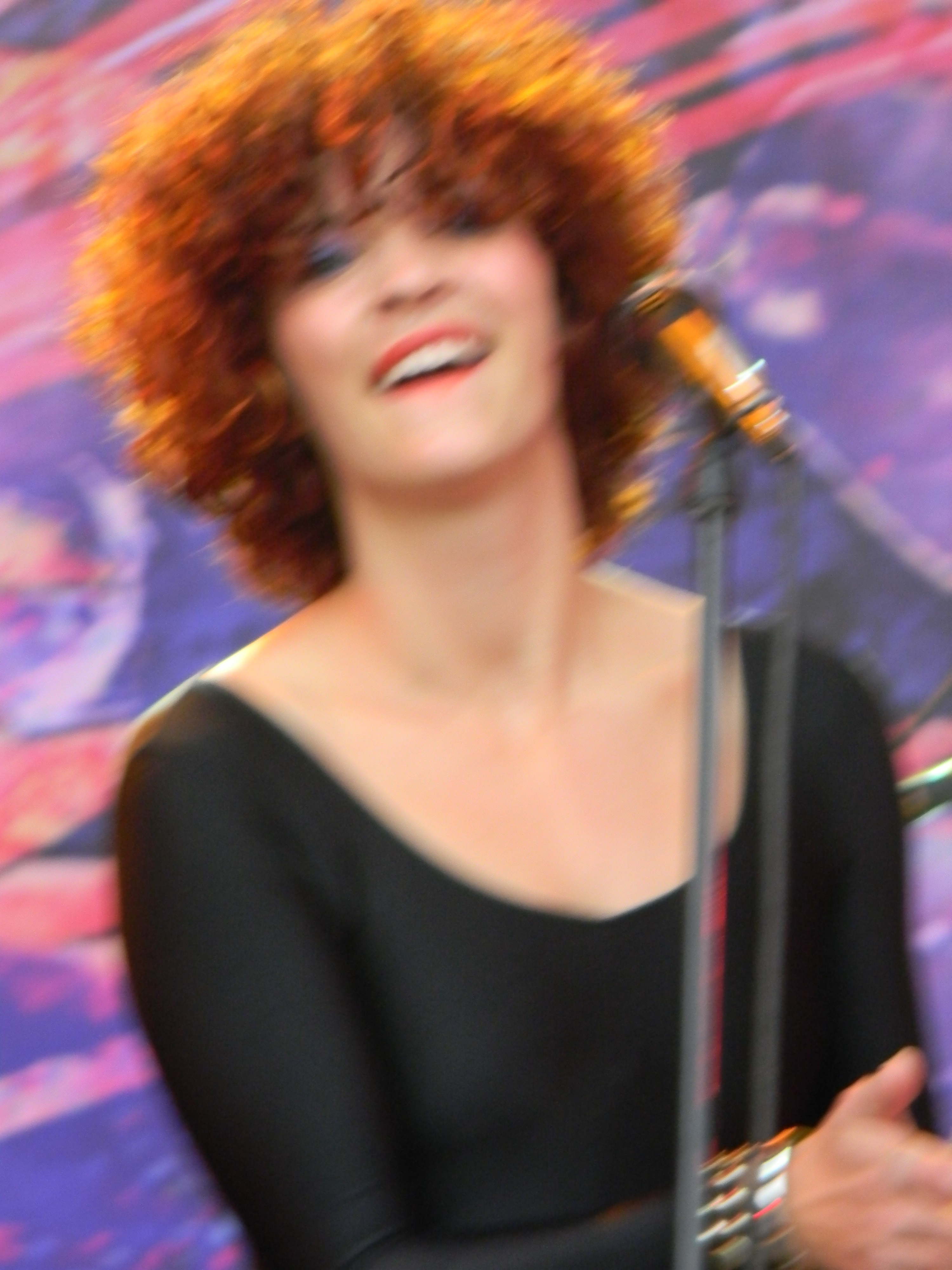
Helena Josefsson im Juni 2011 in Leipzig

- „Happiness“ – Helena Josefsson & Kontur – 16. Oktober 2015[32]
- „BeautyLoveAnything“ – 15. März 2019

Solo-Singles
- „By Your Side“ – Oktober 2006
- „Never Never (My Dynamo)“ – Februar 2007
- „Where Does the Unused Love Go?“ – 2007 – Radio Single
- „Fen & Jag“ – Oktober 2009
- „Kyss mej“ – 2010
- „Knockout“ – Mai 2011
- „Time after Time“ – Helena Josefsson & Kontur – 23. März 2015[33][34]
- „Happiness“ – Helena Josefsson & Kontur – 18. September 2015[35]
- „Michael“ – 31. August 2018[36]

Sandy Mouche-Alben
- „E.P.“ – 2003 – Promo
- „White Lucky Dragon“ – September 2004
- „…and Poems for the Unborn“ – Januar 2006
- „Glory and Grace“ – 8. Mai 2013[37]

Sandy Mouche-Singles
- „Cherry pie“ – 2003 – Promo
- „C’es pas juste“ – 2004 – Promo
- „Papillon“ – 2004 – Promo
- „Une histoire“ – 2005
- „In the sand“ – 2005
- „Spiderweb suit“ – 2005
- „Papillon“ – 2006 – Promo nur Frankreich
- „Evening Wake, Morning Flake“ – Dezember 2006 – Radio Single nur in Belgien
- „Hurt“ – 17. Dezember 2012 – Download-Single[38]
- „Glory and Grace“ – 25. März 2013 – Download-Single[39]
- „L’éléphant Dans La Chambre“ – 12. Juni 2013 – Download-Single[40]